# 🦔
🦔 is een teken uit de Unicode-karakterset dat een 
egel voorstelt. Deze emoji is in 2017 geïntroduceerd met de Unicode 10.0-standaard.

## Betekenis

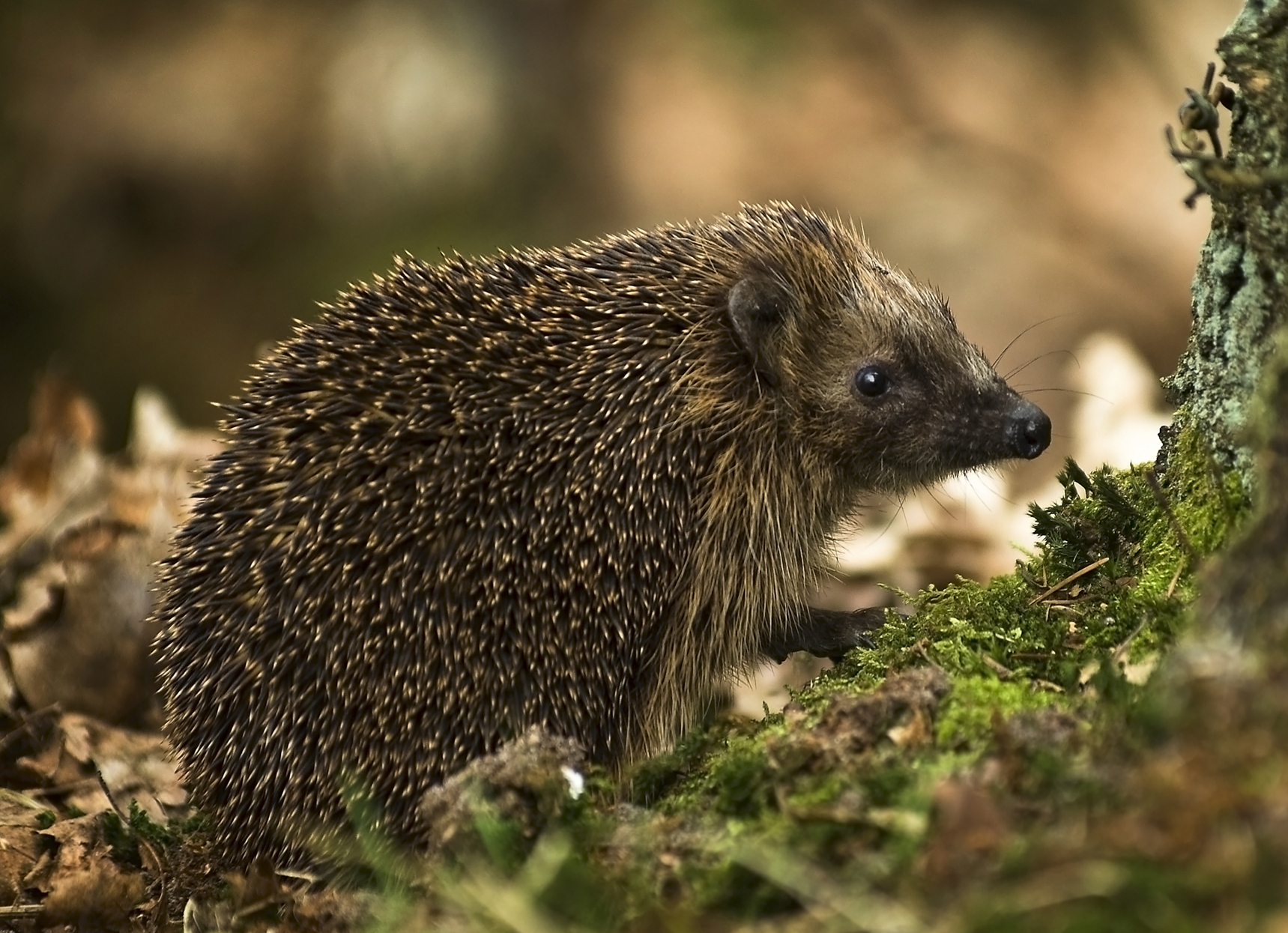
Een egeltje in de Emmerdennen

Deze emoji geeft een egel weer. De egel staat bekend om zijn stekelige vacht, en deze emoji kan ook worden opgeroepen met het sleutelwoord stekelig, om aan te geven dat iemand (negatief) geprikkeld is.

## Codering

De Twemoji-implementatie

### Unicode
In Unicode vindt men 🦔 onder de code U+1F994  (hex).

### HTML
In HTML kan men in hex de volgende code gebruiken: &#x1F994;.

### Shortcode
In software die shortcode ondersteunt zoals Slack en GitHub kan het karakter worden opgeroepen met de code :hedgehog:.

### Unicode-annotatie
De Unicode-annotatie voor toepassingen in het Nederlands (bijvoorbeeld een Nederlandstalig smartphonetoetsenbord) is egel. De emoji is ook te vinden met het sleutelwoord stekelig.